# Парламентские выборы в Иордании (2016)
Парламентские выборы в Иордании прошли 20 сентября 2016 года, на них были избраны депутаты Народного собрания Иордании 18-го созыва. Король Иордании Абдалла II ибн Хусейн распустил парламент 29 мая 2016 года и назначил и.о. премьер-министром Хани Мульки вместо ушедшего в отставку Абдаллы Энсура.
После реформ избирательной системы в 2015 году эти выборы стали первыми с выборов 1989 года, которые в первую очередь основывались на принципе пропорционального представительства. До этого использовалась система единого непереходного голоса, которая систематически уменьшала представительство исламских партий после того как они в 1989 году получили 22 места парламента из 80. Выборы контролировались Независимой избирательной комиссией при участии международных наблюдателей.
Проведённые реформы повлияли на решение оппозиционных партий участвовать в выборах, включая Исламский фронт действия (политическое крыло организации «Братья-мусульмане»), который выступал в Национальной коалиции за реформы. Правительство Иордании для снижения влияния Исламского фронта действия вызвала раскол среди Братьев-мусульман с последующей национализацией их собственности. Сотни покинувших организацию членов сформировали новую партию, предположительно более умеренную.
В Национальную коалицию за реформы входили христиане, черкесы и женщины. В целом коалиция получила 15 мест, из которых, однако, лишь 10 принадлежали Исламскому фронту действия. В парламент прошло 5 женщин сверх квоты и, таким образом, парламент стал представлен 20 женщинами. Явка составила 37%, ниже, чем на предыдущих выборах 2013 года, что объясняли невозможностью многочисленных (ок. 1 млн) иорданцев за границей голосовать по новому избирательному закону. 

## Выборы
В мониторинге выборов участвовали наблюдатели из ряда арабских и других иностранных организаций, а также от Европейского союза.
В выборах участвовало 1252 кандидата из 226 списков. 18 кандидатов отказались от участия, а 21 кандидат не был допущен к выборам. Из 1252 кандидатов 920 были мужчины мусульмане, 245 — мусульманки, 58 — мужчины христиане, 5 — женщины-христианки, 22 — мужчины черкесы и чеченцы, 2 — женщины черкешенки и чеченки.
В выборах участвовало около 1,5 млн избирателей, явка составила 37%. Общее количество избирателей было около 4,1 млн, что на 2,3 млн выше, чем на выборах 2013 года. Однако, около 1 млн иорданцев за границей не могли голосовать. Европейские наблюдатели объявили выборы прозрачными.
Национальная коалиция за реформы получила 15 мест, хотя ожидалось, что Братья-мусульмане получат от 20 до 30 мест парламента.
На выборах впервые возникло гражданское движение Список Маам (Вместе), выступающее за гражданское государство. Оно получило наибольшее число голосов в 3-м округе Аммана.